# 創唱宗教
創唱宗教（そうしょうしゅうきょう）とは、宗教をその発生形態で分類する際に、特別な一人（またはグループ）の創唱者によって提唱されたことを原点とするものを指す。
日本の神道のように民間の習俗的な意識から自然発生的に生まれてきた自然宗教に対して用いられる。
一般に宗教の創唱者は神あるいは霊的超越者から、何らかの啓示や神託を受け、神の真理や意思を人間に示す形式をとる。人間はその啓示を信じて従うことで救済される。
また、仏教の創唱者である釈迦の場合は「自身が悟ったことで」迷いから解放されたことにつき、弟子にも同じように修行するように勧めた。